# Марси, Джеффри
Джеффри Марси (англ. Geoffrey William Marcy; род. 29 сентября 1954) — американский астроном, рекордсмен по числу открытых экзопланет. Профессор Калифорнийского университета в Беркли (до октября 2015 года), член Национальной АН США (2002-2021). Совместно с Полом Батлером и Деброй Фишер открыл 70 из первых ста найденных экзопланет.

## Биография
В 1972 году окончил среднюю школу в Гранада Хиллс в Калифорнии. В 1976 году с отличием окончил Калифорнийский университет в Лос-Анджелесе по специальностям физика и астрономия. В 1982 году стал доктором философии по астрономии в Калифорнийском университете в Санта-Крузе, работая в Ликской обсерватории.
С 1982 по 1984 год занимался преподаванием и научно-исследовательской деятельностью в Институте Карнеги (Вашингтон). С 1984 по 1996 год — доцент кафедры физики и астрономии, и с 1997 по 1999 год — заслуженный профессор Университета штата в Сан-Франциско. Впоследствии адъюнкт-профессор физики и астрономии этого же университета, профессор астрономии Калифорнийского университета в Беркли и руководитель Центра комплексной планетологии.
В октябре 2015 года покинул Калифорнийский университет в Беркли — из-за скандала о домогательстве к студенткам и аспиранткам в период с 2001 по 2010 год. В мае 2021 года был исключён из Национальной АН США.
Член Американской академии искусств и наук (2010).

## Научный вклад
В начале 1980-х годов занимался магнитными полями звёзд, не добившись существенных результатов.
Марси подтвердил открытие первой экзопланеты у солнцеподобной звезды (звезды главной последовательности) — 51 Пегаса b, сделанное Мишелем Майором и Дидье Квелоцем в 1995 году. После этого он открыл первую многопланетную систему у солнцеподобной звезды (Ипсилон Андромеды), первую экзопланету транзитным методом — HD 209458 b, первую экзопланету, удалённую от своей звезды далее 5 а. е. (расстояние от Солнца до Юпитера) — 55 Рака d и такие известные экзопланеты, как Глизе 436 b и 55 Рака e. C 8 июня 2012 года является заведующим первой академической кафедры SETI Калифорнийского университета в Беркли, учреждённой Уотсоном и Мэрлин Альбертс, бывшими выпускниками университета.

## Награды и отличия
- Мемориальная лекция Манне Сигбана (1996)
- Калифорнийский учёный года (2000)
- Медаль Генри Дрейпера (2001)
- Премия Беатрис Тинслей (2002)
- NASA Exceptional Scientific Achievement Medal[англ.] (2003)
- Премия Шао (2005)
- Carl Sagan Prize for Science Popularization[англ.] (2009)
- Thomson Reuters Citation Laureates (2013)

Почётный доктор, в частности Чикагского университета (2012).